# Piz Alpetta (Tujetsch)
Piz Alpetta är en bergstopp i Schweiz.   Den ligger i regionen Surselva och kantonen Graubünden, i den sydöstra delen av landet, 100 km öster om huvudstaden Bern. Toppen på Piz Alpetta är 2 845 meter över havet, eller 74 meter över den omgivande terrängen. Bredden vid basen är 0,06 km.
Terrängen runt Piz Alpetta är huvudsakligen bergig, men den allra närmaste omgivningen är kuperad. Runt Piz Alpetta är det glesbefolkat, med 9 invånare per kvadratkilometer.. Närmaste större samhälle är Disentis, 15,9 km nordost om Piz Alpetta. 
Trakten runt Piz Alpetta består i huvudsak av gräsmarker.